# 大阿爾巴尼亞

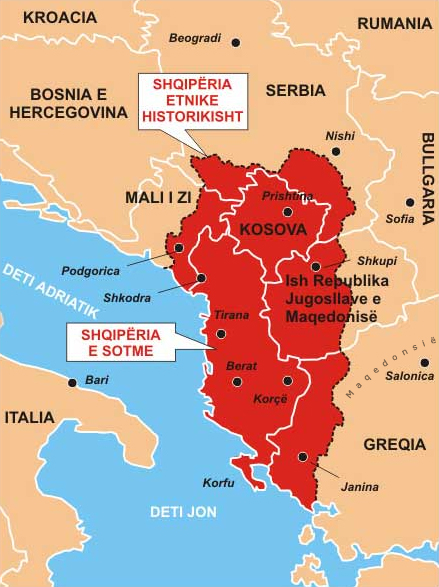
圖中紅色部分為大阿爾巴尼亞範圍

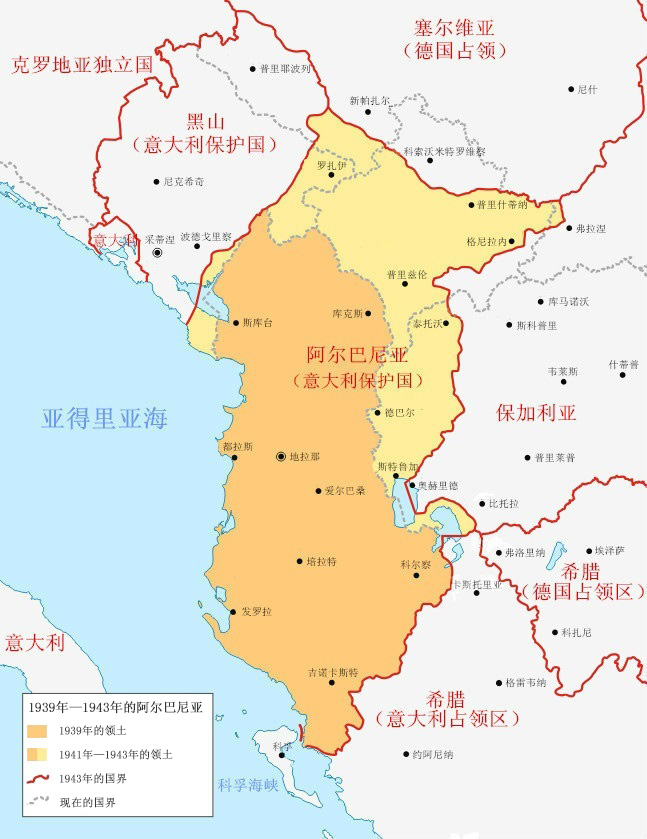
1939年－1943年意大利控制下的阿尔巴尼亚领土范围

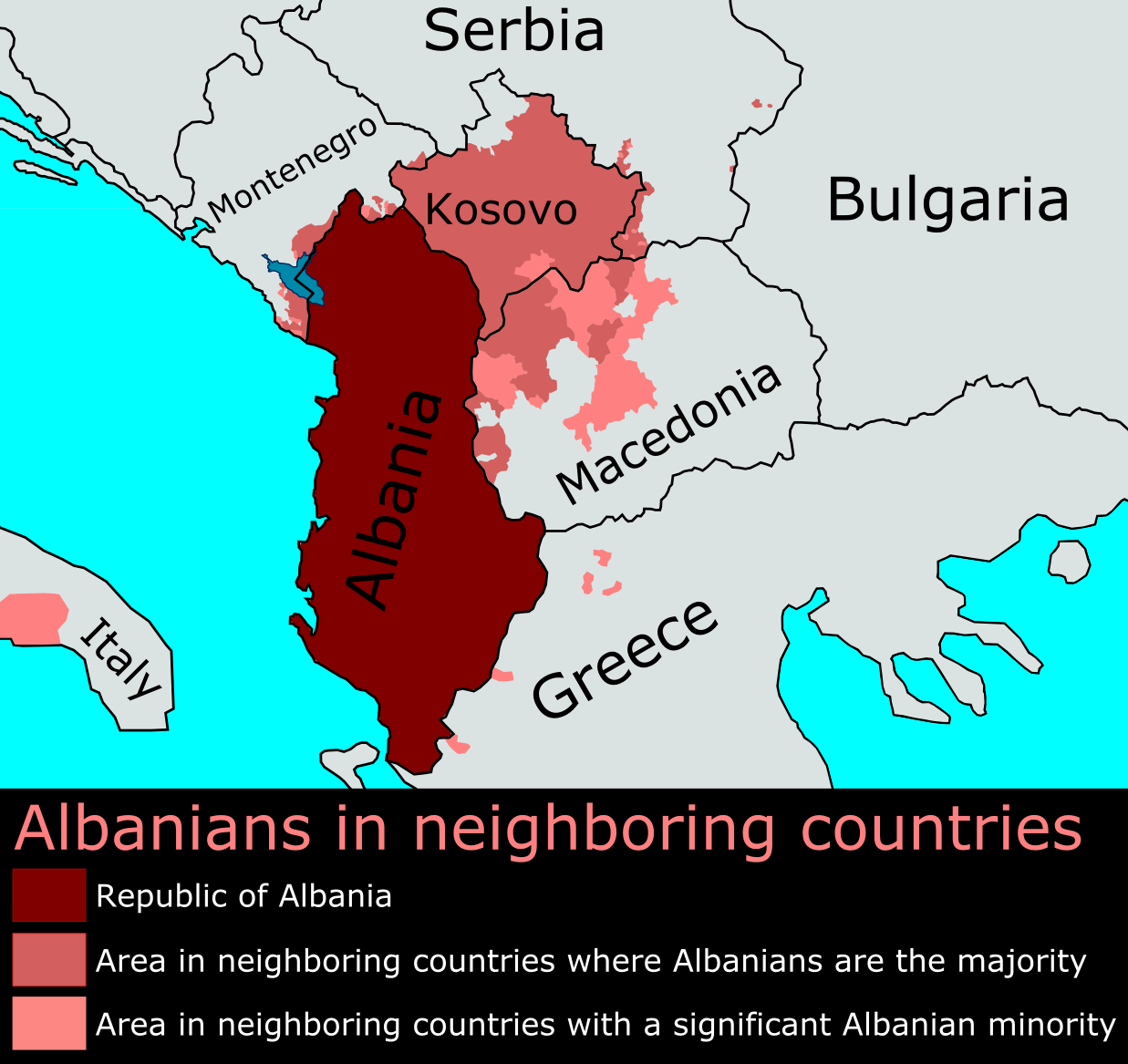
阿尔巴尼亚人分布

大阿爾巴尼亞是一個阿爾巴尼亞民族主義所提出的概念。該思想主張按照歷史上及目前阿爾巴尼亞族裔的分佈來重新劃定國界，建立一個更大的阿爾巴尼亞族國家。阿爾巴尼亞人稱這一想法為「民族阿爾巴尼亞」。除了阿爾巴尼亞本國之外，科索沃、希臘局部和馬其頓局部也有大量的阿爾巴尼亞族居住。這一思潮最早出現在鄂圖曼土耳其帝國統治阿爾巴尼亞時期。在第二次世界大戰中，法西斯義大利在1939年春佔領了阿尔巴尼亞，1941年4月，義大利軍隊在南斯拉夫戰役及希臘戰役均戰勝后，為和義大利形成君合國的阿爾巴尼亞傀儡政府統治範圍包括了阿爾巴尼亞、科索沃、蒙特內哥羅局部和馬其頓局部。

## 奧斯曼帝國統治下阿爾巴尼亞人
20世紀初期的巴爾幹戰爭之前，阿爾巴尼亞人居住的地區曾是土耳其人奧斯曼帝國的領土。
阿爾巴尼亞人的獨立運動始于1878年，以科索沃為據點的普利茲倫聯盟，其目的是繼續留在奧斯曼帝國，但要求取得阿爾巴尼亞人在文化和政治上的自治。然而奧斯曼帝國並未回應普利茲倫聯盟的要求。奧斯曼帝國的反對使得阿爾巴尼亞人的獨立運動升級為阿爾巴尼亞全民族起義運動及革命，最終阿爾巴尼亞人於1912年11月28日正式從奧斯曼帝國獨立，民族主義領袖伊斯梅爾·捷馬利立國名為阿爾巴尼亞親王國。

## 民族阿爾巴尼亞
民族阿爾巴尼亞是指阿爾巴尼亞民族主義者指代阿爾巴尼亞人在歷史上居住的土地。範圍包括了阿爾巴尼亞、科索沃、塞爾維亞的部份地區（普雷舍沃、梅德韋賈、布亞諾瓦茨）、馬其頓共和國西部、黑山南部的烏爾齊尼。希臘統治的伊庇魯斯的部份地區被阿爾巴尼亞人稱為卡美里亞，有時也被算入「民族阿爾巴尼亞」。

## 第二次世界大戰
第二次世界大戰中，1941年南斯拉夫王國及希臘王國敗北後，意大利軍隊除了佔領了南斯拉夫的阿爾巴尼亞人地區，也佔領了斯洛維尼亞西部以及蒙特內哥羅和希臘，而南斯拉夫的阿爾巴尼亞人地區和希臘的阿尔巴尼亞人地區將置於法西斯意大利的傀儡政權阿爾巴尼亞王國的統治之下。這一地區包括了科索沃和馬其頓、黑山的部份地區。

## 目前狀況
2008年2月17日，科索沃宣佈獨立。聯合國雖不認可獨立的科索沃與其他國家合併，但有人認為科索沃獨立是爲了大阿爾巴尼亞主義實現的步驟之一（將大阿爾巴尼亞境內的地區獨立，再和阿爾巴尼亞合併）。儘管科索沃阿爾巴尼亞族群佔全國人口約95%，但在2007年3月，根據聯合國開發計劃的調査，居住在科索沃的阿爾巴尼亞人中只有2.5%希望和阿爾巴尼亞共和國合併。
不過自科索沃於2008年2月獨立後，愈來愈多科索沃阿爾巴尼亞人支持與阿爾巴尼亞統一的觀點。

## 領土主張

### 科索沃
阿爾巴尼亞是科索沃的多數民族，科索沃人口的95%是阿爾巴尼亞人，分佈於除了米特羅維察以北地區外的全國廣泛地區。

### 蒙特內哥羅
黑山也有一定的阿爾巴尼亞人口，主要居住在其南部的波德戈里察、烏爾齊尼（Ulqini）等地區。

### 伊庇魯斯
伊庇魯斯（卡美里亞）在1912年11月28日，隨著阿爾巴尼亞獨立及奧斯曼帝國撤退，伊庇魯斯被劃入剛獨立的阿爾巴尼亞。不過在1913年的倫敦會議中被劃入希臘統治。在戰間期，因合併阿爾巴尼亞的意大利在1943年戰敗，有眾多穆斯林多的卡美里亞人（Çams）替代意大利軍隊，加上佔領卡美里亞的德國軍隊組建了卡美里亞人部隊。其他的卡美里亞人社區加入了希臘的反抗組織民族解放戰線。希臘民族解放戰線在1944年時約有2500人。1944年，希臘另外一個反抗組織得到了英國特殊作戰執行部的指導。希臘民族共和同盟將卡美里亞的阿爾巴尼亞人從希臘境內強制驅逐出境。據1928年希臘的調査，伊庇魯斯有約18600人～19600人穆斯林。而在第二次世界大戰后的第一次調查中，只剩123名穆斯林卡美里亞人還在這一地區生活。逃往阿爾巴尼亞的穆斯林卡美里亞人（約有20萬人在阿爾巴尼亞居住）聲稱約有3萬5千名穆斯林卡美里亞人直到戰前都居住在南伊庇魯斯。他們雖然被以伊庇魯斯的阿爾巴尼亞語名稱「卡美里亞」（Çamëria）來稱呼，被稱為卡美里亞人，不過伊庇魯斯這一名稱仍在使用。很多卡美里亞人都要求希臘賠償希臘接收的他們留在伊庇魯斯的財產。而希臘則認為不存在這個問題。

### 北馬其頓
馬其頓共和國的西部地區有阿爾巴尼亞人為多數民族的地區。馬其頓共和國全國人口中，阿爾巴尼亞人則大約占23%-25%。阿爾巴尼亞人口較多的都市有泰沃托及首都斯科普里（Shkup）等等。1992年，阿爾巴尼亞人活動家斯托爾卡宣佈在馬其頓共和國內部建立自治國家伊利利達共和國（Ilirida）。宣言只帶有象徵性質，伊利利達共和国的自治實際上在馬其頓共和國居住的阿爾巴尼亞人中也沒有獲得接受
。

### 普雷舍沃溪谷
普雷舍沃（Presheva）、布亞諾瓦茨（Bujanoci、塞爾維亞語Bujanovac）的各村鎮和梅德韋賈（Medvegja）的一些村鎮也有阿爾巴尼亞人居住。據2002年的調査，普雷舍沃的阿爾巴尼亞人比例超過了90%。布亞諾瓦茨有54.69%、梅德韋賈有48.17%。隨著塞爾維亞人和阿爾巴尼亞人民族關係的緊張及科索沃戰爭後升高的相互憎惡，普雷舍沃·梅德韋賈·布亞諾瓦茨解放軍（Ushtria Çlirimtare e Preshevës, Medvegjës dhe Bujanocit, UÇPMB）宣告成立，并發展為武力衝突。「解放軍」的活動目的是將這些地區從塞爾維亞中分離，編入科索沃領土範圍內。

### 希腊
希腊的激进主义者主张是查梅里亞，伊庇鲁斯的一部分，历史上的贾尼纳省。
阿尔巴尼亚人将西北希腊的塞斯普鲁提亚沿海地区称为“查梅里亞”），有时也包括在大阿尔巴尼亚设想内。 根据1928年希腊国家进行的人口普查，塞斯普鲁提亚县大约有20,000个穆斯林察姆阿尔巴尼亚人。 在很大一部分轴心国中的阿尔巴尼亚人合作之后，他们在二战结束时被迫前往阿尔巴尼亚避难，并在1941年至1944年期间察姆阿尔巴尼亚人与纳粹一起犯下了许多罪行。  在第一次战后人口普查（1951年）中，该地区只剩下123名穆斯林察姆阿尔巴尼亚人。 被流放的穆斯林沙姆人的后代（他们声称现在已经有170,000人生活在阿尔巴尼亚）声称第二次世界大战之前，有35,000穆斯林察姆阿尔巴尼亚人人居住在伊庇鲁斯南部。 他们中的许多人目前正试图寻求法律途径，要求赔偿希腊所没收的财产。 对于希腊来说，这个问题“不存在”。尽管有查岔姆阿尔巴尼亚人引起争议，但希腊总统康斯坦丁诺斯·斯蒂芬诺普洛斯在2004年10月中旬访问阿尔巴尼亚时，在新闻发布会上表示，阿尔巴尼亚人的问题对希腊不存在，要求恢复希腊和阿尔巴尼亚两国人民提出的财产，阿尔巴尼亚的希腊少数民族属于过去的历史时期，他认为这是封闭的。 他说：“我不知道是否有必要为阿尔巴尼亚裔的问题找到解决方案，因为我认为这不需要解决。” 他说：“双方都有主张，但我们不应该再谈这些问题。察姆阿尔巴尼亚人的财产问题不存在。” 在谈到双方的主张时，斯蒂芬诺普洛斯（还）指的是希腊对北伊庇鲁斯的主张，其中包括阿尔巴尼亚南部的相当一部分。

## 政治
在巴爾幹半島的阿爾巴尼亞人問題是西側列強諸國決定所導致的結果。有觀點認為，英國、法國、德國、奧匈帝國試圖在19世紀後期奧斯曼帝國退潮后的巴爾幹地區維持微妙的均衡。
我們在1990年代一直被大塞爾維亞主義所煩惱。然而這已經結束。我們在今後的下個世紀恐怕將會被大阿爾巴尼亞主義所困擾。
 — 克裡斯托弗·希爾、駐馬其頓共和國美國大使、1999年
以實現大阿爾巴尼亞為目標的政治集團有部分民族主義過激者及相關團體支持，但另一部分阿爾巴尼亞人希望和鄰國和平共存，互相尊重對方，唯獨與塞爾維亞因科索沃主權問題有爭議而例外。然而，阿爾巴尼亞人和阿爾巴尼亞政府也希望在馬其頓共和國、塞爾維亞、希臘的阿爾巴尼亞人的人權能夠得到保障，以及要求塞爾維亞政府承認科索沃獨立事實。
例子:
阿爾巴尼亞-黑山關係
阿爾巴尼亞和黑山兩國維持著友好關係，黑山在中央政府、議會、地方政府和商務領域均設有阿爾巴尼亞人代表，也沒有有組織地對阿爾巴尼亞人和其他少數民族進行任何歧視。
阿爾巴尼亞-馬其頓共和國關係
馬其頓政府也有對阿爾巴尼亞人融入社會提供經濟上和技術上的支援，但馬其頓人在科索沃戰爭後普遍對當地的阿爾巴尼亞人感覺一般。
阿爾巴尼亞-塞爾維亞關係
自2008年2月17日科索沃獨立後阿爾巴尼亞人與塞爾維亞人就因科索沃獨立問題上存在很大分歧，兩國不時就領土主權問題發生嚴重的政治衝突及示威者互罵情況，且阿爾巴尼亞人對塞爾維亞人是最強烈反感的。到了現時的2020年代雙方關係仍然緊張，在足球比賽上和政治議題上更能突顯他們兩族的不和情緒。
總括而言阿爾巴尼亞與鄰國黑山關係良好，且阿爾巴尼亞與同屬巴爾幹半島的克羅地亞和波斯尼亞和黑塞哥維那關係也很好，皆因這些國家政府團體會致力保障當地的阿族人權利。至於阿族人對馬其頓人的關係則較為一般，但當地的阿爾巴尼亞人普遍對馬其頓政府協助當地阿族融入社會普遍也感到滿意。而其他鄰近國家如塞爾維亞和希臘，特別是塞爾維亞，政治家和一些當地民族主義者對「大阿爾巴尼亞」這一名詞帶有反感，對阿爾巴尼亞人任何政治活動及政治主張抱有警戒，他們將侵犯阿爾巴尼亞人少數民族人權和政治權利正當化的行為也時有所聞。

## 國際危機組織調査
國際危機組織實行了針對泛阿爾巴尼亞主義的調査，并以"Pan-Albanianism: How Big a Threat to Balkan Stability?"（泛阿爾巴尼亞主義 - 對巴爾幹半島的安定有多大程度的威脅? ）的名稱在2004年2月發表。在他們的報告書認為「泛阿爾巴尼亞主義的主張廣為人知，比起阿爾巴尼亞民族主義對大阿爾巴尼亞主義或大科索沃主義實現而傾注熱情的典型領證，其實際更為複雜且多層化」。報告書還提到在阿爾巴尼亞人中「大阿爾巴尼亞及其他導致國境線變動的暴力并不是政治上的多數，也不為道德所容許」。國際危機集團針對阿爾巴尼亞和希臘政府表示，1945年希臘驅逐卡美里亞人的問題已被極端民族主義者政治利用，爲了避免卡美里亞人合法的訴求被其他民族性抗爭所埋沒，兩方都應該更加努力和冷靜。而且國際危機集團的調查認為，阿爾巴尼亞比起科索沃獨立，更關心加強兩國經濟和文化關係。

## 外部連結
- Albanian history by Robert Elsie
- Albanian Canadian League Information Service (ACLIS)（页面存档备份，存于）
- Perspective: Albania and Kosova by Van Christo
- High Albania by M. Edith Durham （页面存档备份，存于）
- Albanian Identities by Antonina Zhelyazkova
- The Kosovo Chronicles by Dusan Batakovic
- Albania and Kosovo | What happened to Greater Albania? （页面存档备份，存于）, The Economist, 18 January 2007